# Газопереробний завод Сайх-Ніхайда
Газопереробний завод Сайх-Ніхайда – підприємство нафтогазової промисловості Оману/
Ще з 1983-го на газовому родовищі Сайх-Ніхайда діяла установка підготовки, яка станом на початок 2000-х мала пропускну здатність на рівні 2,4 млн м3 на добу. Окрім продукції з власного родовища вона також приймала певні обсяги асоційованого газу з родовищ Сайх-Равл та Північна Габа. Отриманий після вилучення конденсату газ використовували для покриття технологічних потреб оманських нафтових промислів, для чого його спрямовували до трубопроводу South Oman Gas Line, а також напряму до розташованих неподалік родовищ Карн-Алам, Північна Габа та Карат-Ал-Мілх.
В 2005-му узялись за повномасштабну розробку Сайх-Ніхайда та ввели в дію газопереробний завод пропускною здатністю 20 млн м3 на добу, яку в 2010-му зільшили до 25 млн м3. При цьому завод також працює з продукцією родовищ Шуайба та Західний Бурхан (останнє підключили в 2010-му). У середині 2010-х фактична завантаженість підприємства становила 19 млн м3.
Товарний газ подається до системи Сайх-Равл – Калхат, який забезпечує роботу заводу зі зрідження Оман ЗПГ (одночасно із запуском ГПЗ Сайх-Ніхайда у складі цієї системи ввели в дію другу нитку). Також можливо відзначити, що в 2021-му ввели в дію газопровід Сайх-Ніхайда – Дукм.
Вилучений конденсат спрямовується для завершального етапу підготовки на газопереробний завод Сайх-Равл.